# 平成舞祭组男
平成舞祭组男（日语：／ Heisei Busaiku Sararīman）是日本一部于2014年10月19日至2015年1月4日期间每周日凌晨0点50分到1点20分时段在日本电视网播出的电视连续剧，其主演为舞祭组（横尾涉 / 宫田俊哉 / 二阶堂高嗣 / 千贺健永）。

## 角色简介

### 主要角色
| 演员名     | 饰演角色   | 所属部门              | 所属部门      | 职位变迁                                    | 角色简介 |
| ---------- | ---------- | --------------------- | ------------- | ------------------------------------------- | -------- |
| 横尾涉     | 横尾涉     | 吧唧甜点 西东京支公司 | 经营企划 二部 | 经营企划二部 北关东办事处 经营企划二部 离职 | 示例     |
| 宫田俊哉   | 宫田俊哉   | 吧唧甜点 西东京支公司 | 经营企划 二部 | 经营企划二部 北关东办事处 经营企划二部 离职 | 示例     |
| 二阶堂高嗣 | 二阶堂高嗣 | 吧唧甜点 西东京支公司 | 经营企划 二部 | 经营企划二部 北关东办事处 经营企划二部 离职 | 示例     |
| 千贺健永   | 千贺健永   | 吧唧甜点 西东京支公司 | 经营企划 二部 | 经营企划二部 北关东办事处 经营企划二部 离职 | 示例     |
| Maiko      | 南条爱     | 吧唧甜点 西东京支公司 | 经营企划 二部 | 总部 经营企划二部                           | 示例     |
| 野间口彻   | 芹泽公彦   | 吧唧甜点 西东京支公司 | 经营企划 二部 | 经营企划部长 北关东办事处 经营企划部长      | 示例     |
| 志贺广太郎 | 伊丹秀夫   | 吧唧甜点 西东京支公司 | 经营企划 二部 | 课长                                        | 示例     |
| 南泽奈央   | 凑里香     | 吧唧甜点 西东京支公司 | 总务部        | 示例                                        | 示例     |
| 冈田义德   | 玉垣裕二   | 吧唧甜点总部          | 未            | 销售管理 解雇 日本饥馑儿童                  | 示例     |

## 制作团队
- 脚本：山浦雅大（日语：山浦雅大）、东京03[4]
- 音乐：Gary芦屋（日语：ゲイリー芦屋）
- 总导演：栗原甚
- 导演：栗原甚、冈本充史（日语：岡本充史）、后藤孝太郎
- 旁白：汤浅真由美（日语：湯浅真由美）
- 脚本协助：本田诚人（日语：本田誠人）
- 助理导演：大泽宏一郎（日语：大澤宏一郎）
- 副导演：后藤孝太郎
- 动画：安部祐也、宇城美咲
- 编舞：振付稼業air:man（日语：振付稼業air:man）
- 动作：吉田浩之
- 监制：福士睦（日语：福士睦）
- 制片：石尾纯、植野浩之、伊藤裕史
- 制作统筹（英语：Line producer）：堀尾星矢
- 助理制片：下鸟真沙、佐藤利佳
- 企划制作：日本电视台
- 企划协助：杰尼斯事务所
- 制作公司：AX-ON（日语：日テレアックスオン）
- 制作协助：Image Filed
- 著作版权：《平成舞祭组男》制作委员会（D.N.梦想合伙人（日语：D.N.ドリームパートナーズ）、VAP）

## 播出日期
|        | 首播日期       | 原作短剧 | 导演       |
| ------ | -------------- | -------- | ---------- |
| 第1话  | 2014年10月19日 |          | 栗原甚     |
| 第2话  | 2014年10月26日 |          | 栗原甚     |
| 第3话  | 2014年11月2日  |          | 栗原甚     |
| 第4话  | 2014年11月9日  |          | 冈本充史   |
| 第5话  | 2014年11月16日 |          | 栗原甚     |
| 第6话  | 2014年11月23日 |          | 栗原甚     |
| 第7话  | 2014年11月30日 |          | 冈本充史   |
| 第8话  | 2014年12月7日  |          | 后藤孝太郎 |
| 第9话  | 2014年12月28日 |          |            |
| 第10话 | 2014年12月28日 |          |            |
| 第11话 | 2015年1月4日   |          |            |
| 第12话 | 2015年1月4日   |          |            |

## 联播频道
| 播出区域        | 播出频道         | 播出日期                      | 播出时间           | 所属联播网 | 备注   |
| --------------- | ---------------- | ----------------------------- | ------------------ | ---------- | ------ |
| 关东广域圈      | 日本电视台       | 2014年10月19日－2015年1月4日  | 每周日0:50－1:20   | 日本电视网 | 制作方 |
| 福冈县          | 福冈放送电视台   | 2014年10月23日－2015年1月15日 | 每周四2:10－2:40   | 日本电视网 |        |
| 宫城县          | 宫城电视台       | 2014年10月28日－2015年2月3日  | 每周二0:59－1:29   | 日本电视网 |        |
| 中京广域圈      | 中京电视台       | 2014年10月30日－2015年1月29日 | 每周四2:15－2:45   | 日本电视网 |        |
| 近畿广域圈      | 读卖电视台       | 2014年10月30日－2015年1月29日 | 每周四2:43－3:18   | 日本电视网 |        |
| 鸟取县 · 岛根县 | 日本海电视台     | 2015年1月9日－3月26日         | 每周五1:34－2:04   | 日本电视网 |        |
| 富山县          | 北日本放送电视台 | 2015年4月14日－4月24日        | 平日深夜档集中播出 | 日本电视网 |        |

### 脚注
1. ↑  第1集因为转播“2014赛季中央联盟高潮系列赛第四战：巨人×阪神”超时而延后1小时播出（1:50－2:20）；第4话至第8话因为前一节目《Going!Sports&News》加长播出而延后9分钟播出（0:59－1:29）；2014年12月14日至21日因转播世俱杯而暂停播出；第9话和第10话及第11话和第12分均采用两集联播，因此播出时间变更为0:50－1:50和0:25－1:25。
2. ↑  首集于周二0:59－1:29播出

### 出典
1. ↑  . Internet TV Guide. 2014-10-06  [2023-04-27]. （原始内容存档于2014-10-22）.
2. ↑  . Natalie. 2014-10-06  [2023-04-27]. （原始内容存档于2023-05-01）.
3. ↑  . TheTV. 2014-10-06  [2023-04-27]. （原始内容存档于2023-04-27）.
4. ↑  . Natalie. 2014-10-06  [2023-04-28]. （原始内容存档于2023-05-04）.